# Rondonanthus caulescens
Rondonanthus caulescens är en gräsväxtart som först beskrevs av Harold Norman Moldenke, och fick sitt nu gällande namn av Nancy Hensold och Ana Maria Giulietti. Rondonanthus caulescens ingår i släktet Rondonanthus och familjen Eriocaulaceae. Inga underarter finns listade i Catalogue of Life.